# توماس تورنبول
توماس تورنبول (بالإنجليزية: Thomas Turnbull)‏ هو مهندس معماري نيوزلندي، ولد في 1824 في غلاسكو في المملكة المتحدة، وتوفي في 1907 في ويلينغتون في نيوزيلندا.